# Hippodamia apicalis
Hippodamia apicalis är en skalbaggsart som beskrevs av Thomas Casey 1899. Hippodamia apicalis ingår i släktet Hippodamia och familjen nyckelpigor. Inga underarter finns listade i Catalogue of Life.